# Гросс, Олег Иаганесович
Олег Иаганесович (Иоганесович) Гросс (род. 14 апреля 1965, Новокузнецк, Кемеровская область) — советский хоккеист, нападающий. Российский функционер, тренер.

## Биография
Воспитанник новокузнецкой ДЮСШ. В первенстве СССР дебютировал в сезоне 1982/83 второй лиги в «Металлурге» Новокузнецк. В следующем сезоне провёл две игры в высшей лиге за рижское «Динамо», затем два года отыграл в клубе «Латвияс Берзс» / РШВСМ. Девять сезонов провёл в «Металлурге», после чего завершил карьеру.
В «Металлурге» работал главным тренером (1997/98), начальником команды (1998/99 — 1999/2000), генеральным менеджером (2001/02, 2004/05). Спортивный директор петербургского СКА (2005—2006). Генеральный менеджер «Салавата Юлаева» (2006—2014), «Автомобилиста» (2015—н.в.).
Сын Владислав также хоккеист.